# Masa pomenirii (Volodeni)
Masa pomenirii este un monument amplasat în Volodeni, raionul Edineț, Republica Moldova. Este un monument de artă de importanță națională inclus în Registrul monumentelor Republicii Moldova ocrotite de stat cu nr. 1035 (raionul Edineț). Datează de la sf. sec. XIX.